# Peter Atencio
Peter Atencio, född 15 mars 1983 i Fort Collins i Colorado, är en amerikansk film- och TV-regissör. Han har bland annat
regisserat alla avsnitt av Keegan-Michael Key och Jordan Peeles komedisketchserie Key & Peele, samt även deras actionkomedifilm Keanu från 2016.
I april 2023 blev det känt att Atencio skulle regissera den kommande actionkomedifilmen Animal Friends, med bland annat Ryan Reynolds, Jason Momoa, Vince Vaughn och Aubrey Plaza i huvudrollerna. Filmen beräknas ha biopremiär i USA den 15 augusti 2025.

## Filmografi (i urval)

### Filmer
2016 – Keanu
2023 – The Machine
2025 – Animal Friends

### TV-serier
- 2012–2015 – Key & Peele (TV-serie)
- 2014–2015 – The Last Man on Earth (TV-serie)
- 2016–2017 – Jean-Claude Van Johnson (TV-serie)
- 2017 – Making History (TV-serie)
- 2019 – Whiskey Cavalier (TV-serie)
- 2020 – The Twilight Zone (TV-serie)
- 2023 – The Afterparty (TV-serie)